# BirdLife Schweiz
BirdLife Schweiz (vormals: Schweizer Vogelschutz SVS) ist eine Schweizer Naturschutzorganisation, die sich für den Schutz der ökologischen Infrastruktur und im Besonderen für die Vögel und ihre Lebensräume einsetzt. Die 430 lokalen Sektionen, die 17 Kantonalverbände und die beiden angeschlossenen nationalen Organisationen gehörten zu den Pionieren des Naturschutzes. In den Gemeinden und Kantonen und auf nationaler Ebene lancierten sie viele konkrete Schutzprojekte. Der Fachverband besteht seit 1922, ist der schweizerische Partner von BirdLife International und wirkt auch an internationalen Naturschutzprogrammen mit.
In der Schweiz ist der Anteil der Vogelarten, die auf der Roten Liste stehen, etwa drei Mal so hoch wie im weltweiten Vergleich. Weil die Avifauna, die eine grosse Bedeutung für die Biodiversität hat, stark bedroht ist, besteht ein grosser Handlungsbedarf für den Vogelschutz. BirdLife Schweiz setzt sich auch in der Politik für die Biodiversität ein.

## Struktur
Die Dachorganisation BirdLife Schweiz besteht aus 430 Naturschutzvereinen in Gemeinden aller Landesteile, 17 Kantonalverbänden, der 1909 gegründeten Landesorganisation Ala–Schweizerische Gesellschaft für Vogelkunde und Vogelschutz und der Landesorganisation «Ficedula» (Associazione per lo studio e la conservazione degli uccelli della Svizzera italiana), die für den Vogelschutz in der italienischsprachigen Schweiz eintritt; seinen Namen wählte der Südschweizer Verein nach der lateinischen Bezeichnung ficedula albicollis des Halsbandschnäppers. Die zentrale Geschäftsstelle von BirdLife Schweiz befindet sich in Zürich, weitere Standorte des nationalen Vereins gibt es in Cudrefin im Kanton Waadt und in Magadino im Kanton Tessin. BirdLife Schweiz umfasst rund 70'000 Mitglieder (Stand 2024), die sich für den Natur- und Vogelschutz einsetzen.
Die regionalen und lokalen Organe von BirdLife Schweiz betreuen 1209 Schutzgebiete in der Schweiz (Stand 2024) und erstellen Naturschutzinventare in vielen Gemeinden.

## Geschichte

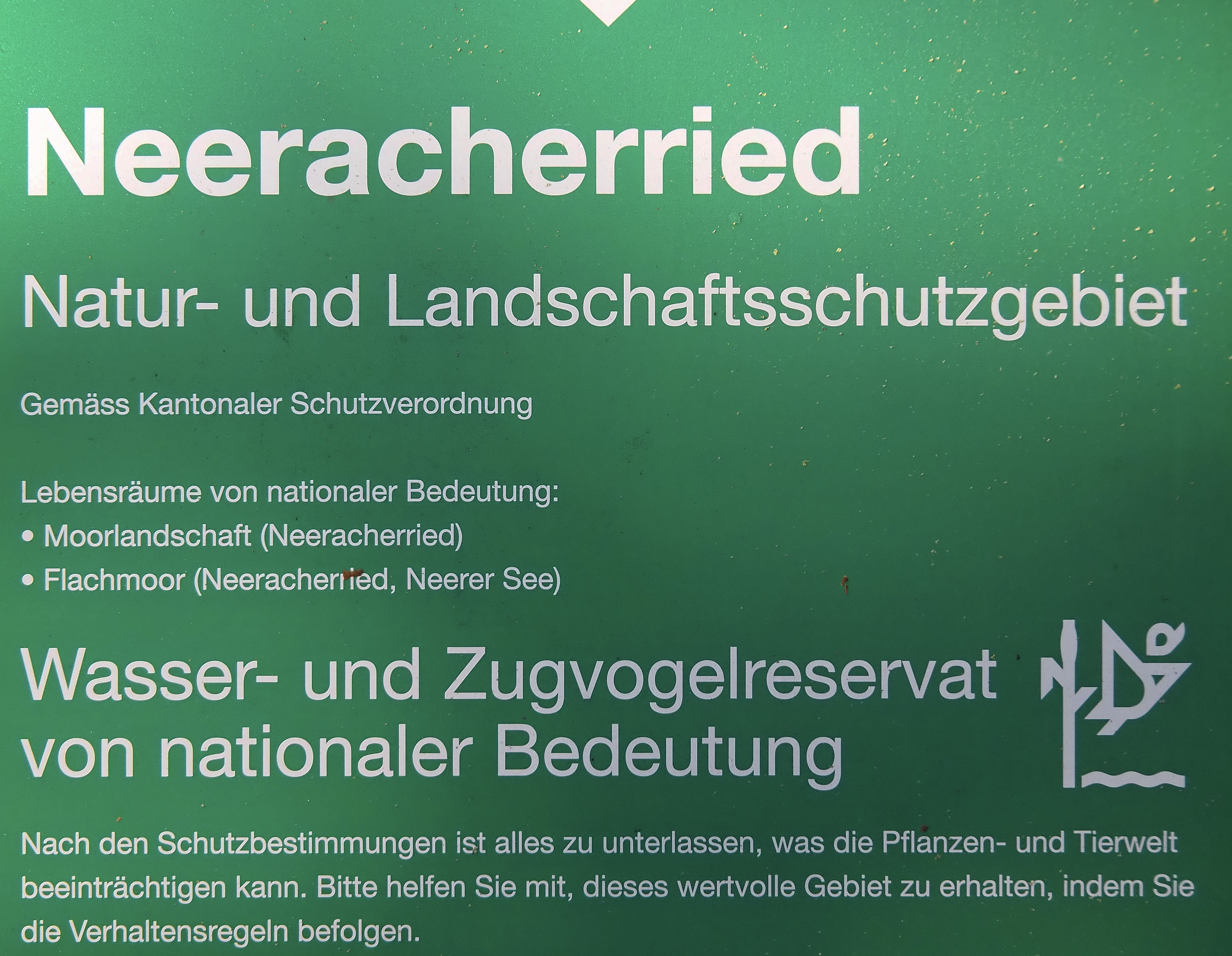
Neeracherried

Der 1922 in London gegründete International Council for Bird Preservation, aus dem Bird Life International hervorging, nahm sogleich mit dem Schweizer Fachverband ALA Kontakt auf, der noch im gleichen Jahr das Schweizerische Landeskomitee für Vogelschutz (SLKV) ins Leben rief. Zu dessen erstem Präsidenten wurde der Berner Eisenbahnbeamte und Ornithologe Albert Hess (1876–1928) gewählt, der 1909 zu den Gründern der Schweizerischen Gesellschaft für Vogelkunde und Vogelschutz gehört hatte und auch Vorstandsmitglied des Schweizerischen Naturschutzbundes war. 1928 übernahm der Freiburger Arzt und Ornithologe Léon Pittet (1866–1940) den Vorsitz des Landeskomitees, das sich für die Erhaltung von Feuchtgebieten und die Förderung bestimmter Vogelarten einsetzte. Die in der Folge gegründeten lokalen Vogelschutzvereine und einzelne Personen betreuten viele damals schon als schützenswert erachtete Brutgebiete. So engagierte sich zum Beispiel die Primarlehrerin Julie Schinz (1891–1980) mehr als fünfzig Jahre lang für die Pflege der ornithologisch wertvollen Sumpflandschaft Neeracherried nördlich von Zürich; für ihre Tätigkeit erhielt sie die Ehrendoktorwürde der Universität Zürich. 1931 konnte die Schweizerische Gesellschaft für Vogelkunde und Vogelschutz die für ihre Vogelpopulation bekannte Weissenau am Thunersee als Vogelschutzgebiet sichern. Die Vereine leisteten mit der Inventarisierung der Vogelarten in den Biotopen einen wichtigen Beitrag zur Kenntnis der Biodiversität.
Weil die Vogelwelt mit Wasservögeln, farbenprächtigen Singvögeln, dem attraktiven Vogelflug und dem Vogelgesang zu den auffälligsten Erscheinungen der Tierwelt gehören, fand der Vogelschutz in breiten Kreisen der Bevölkerung Anklang. An der Landesausstellung 1939 in Zürich war das SLKV mit einem besonderen Vogelschutz-Pavillon vertreten. Seit den 1970er Jahren organisiert der Verband im Sinne der Natur- und Umweltpädagogik zahlreiche Aktionen der Jugendarbeit, um den Vogel- und Naturschutz in der Bevölkerung noch besser bekannt zu machen. BirdLife Schweiz führt in der Deutschschweiz mehr als 60 Jugendgruppen, die im Bereich Jugendnaturschutz aktiv sind.
Ab den 1950er Jahren gelang es dem Vogelschutz in der Schweiz zusammen mit anderen Naturschutzorganisationen und den kantonalen Vereinen für Naturwissenschaften, nach und nach gegen die Zerstörung von Lebensräumen wirkungsvoller vorzugehen. Waren es früher oft die Vogelschutzvereine, die ausgewählte Biotope und Habitate sicherten, legten zunehmend auch die Kantone Schutzgebiete fest, in denen die Jagd auf Wildvögel eingeschränkt oder der Zutritt für Menschen verboten ist. 1958 wies der Kanton Waadt die Uferzone Les Grangettes am Genfersee, in welcher der Vogelschutzverein Nos Oiseaux schon 1915 ein kleines Reservat eingerichtet hatte, als Naturschutzgebiet aus.

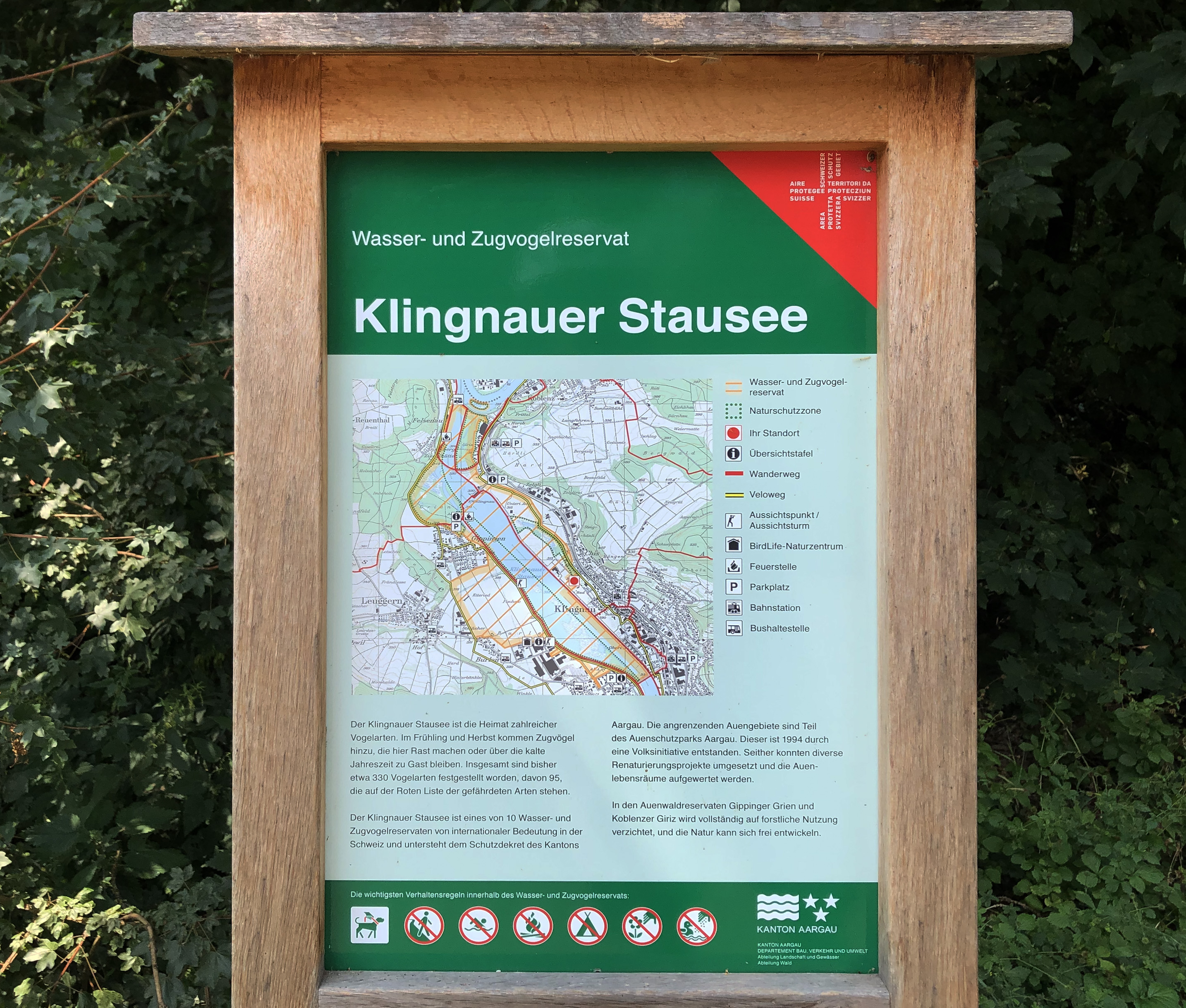
Wasser- und Zugvogelreservat Klingnauer Stausee

Der Verband Schweizerischer Vogelschutzvereine gründete 1974 die Schweizerische Stiftung für Vogelschutzgebiete (SSVG), die zu BirdLife Schweiz gehört und bedeutende Vogelbrutgebiete unterstützt, besonders das Naturreservat Sägel/Lauerzersee im Kanton Schwyz, das unter anderem im Bundesinventar der Moorlandschaften von besonderer Schönheit und von nationaler Bedeutung verzeichnet ist. Mit der Ratifizierung der Ramsar-Konvention durch den Bundesrat 1974, dem Eidgenössischen Jagdgesetz von 1986 und der Verordnung des Bundesrates zum Schutz der Zugvögel und der ganzjährig in der Schweiz lebenden Wasservögel von 1991 wurde der Schutz von national und international bedeutenden Wasservogelgebieten gesetzlich verankert.
Seit 1989 gibt BirdLife Schweiz die Fachzeitschrift Ornis heraus.
Um 1990 entstand aus dem Schweizerischen Landeskomitee für Vogelschutz und andern Organisationen der Verein «Schweizer Vogelschutz», der später den Namen BirdLife Schweiz annahm. Die Gesellschaft führt verschiedene Artenförderungsprojekte durch und unterstützt Naturschutzvorhaben in anderen Ländern.
Zusammen mit WWF Schweiz stellte BirdLife Schweiz um 2002 als Beitrag zum Smaragd-Netzwerk eine Liste wertvoller natürlicher Lebensräume zusammen, die gemäss dem Übereinkommen über die Erhaltung der europäischen wildlebenden Pflanzen und Tiere und ihrer natürlichen Lebensräume (Berner Konvention) als Schutzgebiete ausgewiesen werden sollten. Die meisten Areale sind als Vogelschutzgebiete bedeutend. 2009 meldete die Schweiz 37 dieser Gebiete dem Europarat, und 2012 anerkannte der Ständige Ausschuss der Berner Konvention diese Flächen offiziell als Smaragd-Gebiete.
Nach der Jahrtausendwende begann BirdLife Schweiz mit gross angelegten öffentlichen Kampagnen, um die ökologische Infrastruktur zu sichern. Seit 2001 bezeichnet der Verein jährlich eine Vogelart als «Vogel des Jahres». Die kantonalen BirdLife-Vereine führen eigene, regionale Projekte durch; so realisierte BirdLife Zürich in den 2010er Jahren das Programm «100xZüriNatur» mit zahlreichen Renaturierungsarbeiten; BirdLife Aargau unterstützt seit 2015 als Miteigentümer am Naturschutzgebiet «Eriwis» die Pflege dieses für Amphibien und Insekten wichtigen Biotops; BirdLife St. Gallen war um 2020 an der Studie Grünes Gallustal zur Aufwertung der Natur in der Agglomeration St. Gallen beteiligt. Zu ihrem 100-jährigen Bestehen realisierte die nationale Vogelschutzorganisation das Programm «BirdLife-Naturjuwelen» mit 150 ökologischen Projekten in vielen Kantonen und Wanderausstellungen.

### Präsidenten von SVS/BirdLife Schweiz
Seit der Gründung des SVS führten 14 Personen die Tätigkeit des nationalen Verbandes, von 2015 bis 2023 war erstmals eine Frau im Amt der Präsidentin von BirdLife Schweiz.
- 1922–1928: Albert Hess (1876–1928), Eisenbahnbeamter und Ornithologe[17]
- 1928–1934: Léon Pittet (1866–1940), Arzt und Ornithologe, von Givisiez, Kanton Freiburg[18]
- 1937–1948: Walter Knöpfli
- 1949–1952: Walter Bieri (1893–1981), Agraringenieur ETHZ, von Kirchlindach, Lehrer an der Landwirtschaftsschule in Langenthal, Kanton Bern[19][20][21]
- 1953–1956: Alfred Schifferli (1912–2007), Biologe, von Sempach, Kanton Luzern, Leiter der Schweizerischen Vogelwarte[22]
- 1957–1962: Hans Arn (1907–1972), Architekt, von Solothurn[23]
- 1963–1969: Urs Glutz von Blotzheim (* 1932), Zoologe, von Solothurn, Professor für Ornithologische Ökologie an der Universität Bern
- 1970–1975: Wendelin Fuchs, von Ibach, Kanton Schwyz
- 1976: Christoph Imboden (* 1946), Zoologe, Generaldirektor des International Council for Bird Preservation, Geschäftsführer WWF Schweiz
- 1977–1996: Fritz Hirt (1945–2021), Leiter der Fachstelle Naturschutz Kanton Zürich, Ehrenmitglied von BirdLife International[24][25]
- 1997: Beat Wartmann (* 1953), Fachreferent für Biologie an der Zentralbibliothek Zürich
- 1998–2014: Ruedi Aeschbacher (* 1941), Rechtsanwalt, von St. Gallen, Stadtrat von Zürich, Nationalrat[26]
- 2015–2023: Suzanne Oberer, vorher Präsidentin des Basellandschaftlichen Natur- und Vogelschutzverbandes[27]
- Ab 2023: Thomas Lüthi (* 1979), von Hägendorf, Kanton Solothurn

## BirdLife-Naturzentren

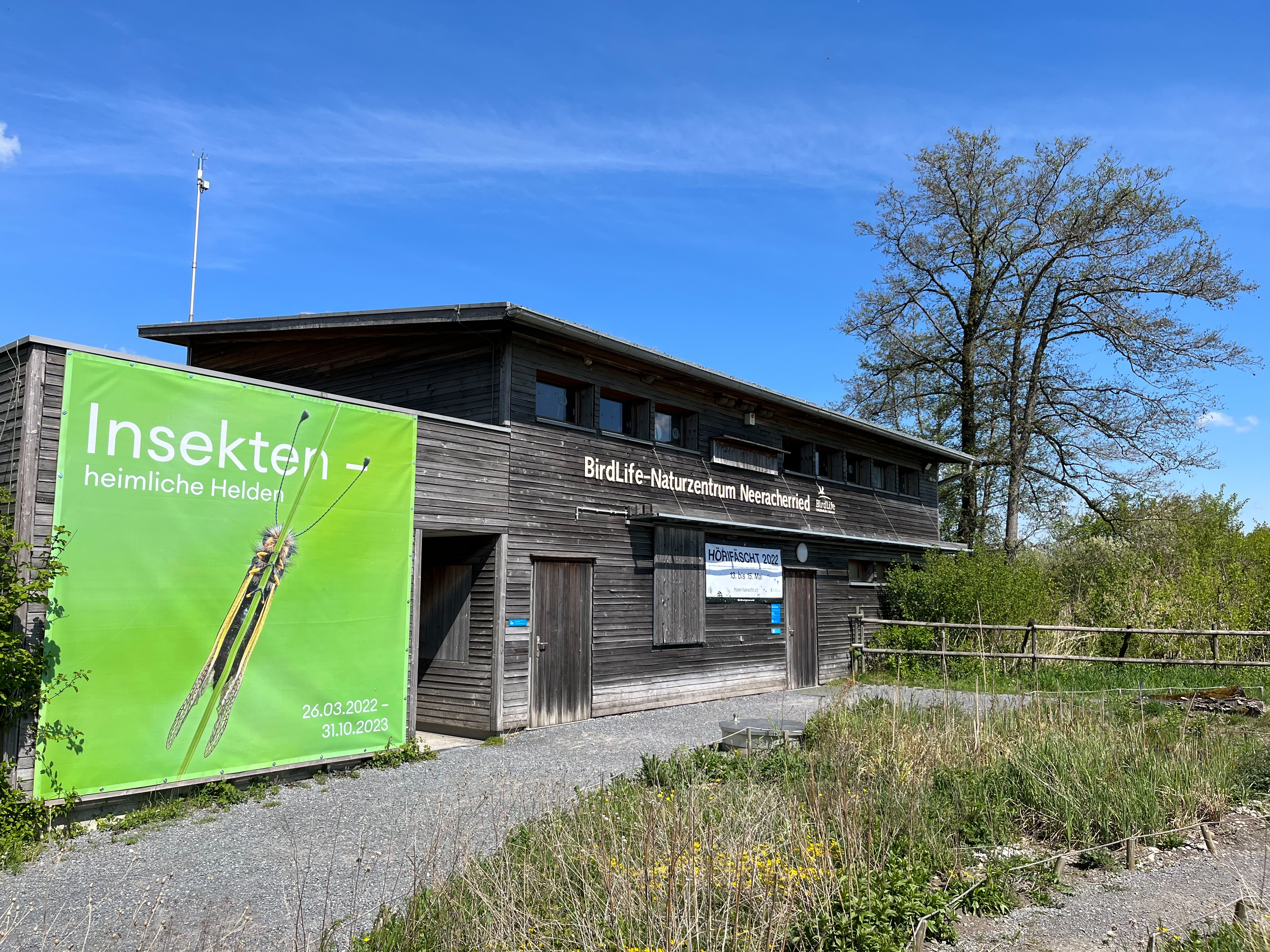
BirdLife-Naturzentrum Neeracherried

BirdLife Schweiz betreibt in grossen und wichtigen Vogelschutzgebieten der Schweiz eigene Naturzentren, um die Öffentlichkeit über die Belange des Vogelschutzes zu informieren. Die Hauptstationen stehen am Schutzgebiet «Neeracherried» im Kanton Zürich und bei La Sauge in der Uferlandschaft Grande Cariçaie am Neuenburgersee im Kanton Waadt. Gemeinsam mit BirdLife Aargau führt die Organisation ein Naturzentrum am Klingnauer Stausee im Kanton Aargau. Die Einrichtungen sind als Natur-Lernorte konzipiert und zeigen wechselnde Ausstellungen. Das BirdLife-Naturzentrum Neeracherried feierte im Jahr 2014 sein 15-jähriges Bestehen mit einer Sonderausstellung über den Vogelflug. Die Station La Sauge besteht seit 2001. Sie besitzt eine Eisvogel-Nistwand, wo das Brutgeschäft dieses Vogels auch dank einer Videokamera beobachtet werden kann.
Das BirdLife Naturzentrum Klingnauer Stausee von BirdLife Schweiz und BirdLife Aargau wurde im Mai 2019 eröffnet. Es liegt in der geschützten Gegend Aarelandschaft bei Klingnau, die im Bundesinventar der Landschaften und Naturdenkmäler von nationaler Bedeutung (BLN) aufgeführt ist. Aus einem Hide heraus können auch hier Eisvögel beim Anflug auf die Brutwand beobachtet werden. Am Seeufer steht nahe beim Naturzentrum der Klingnauer Vogelbeobachtungsturm.

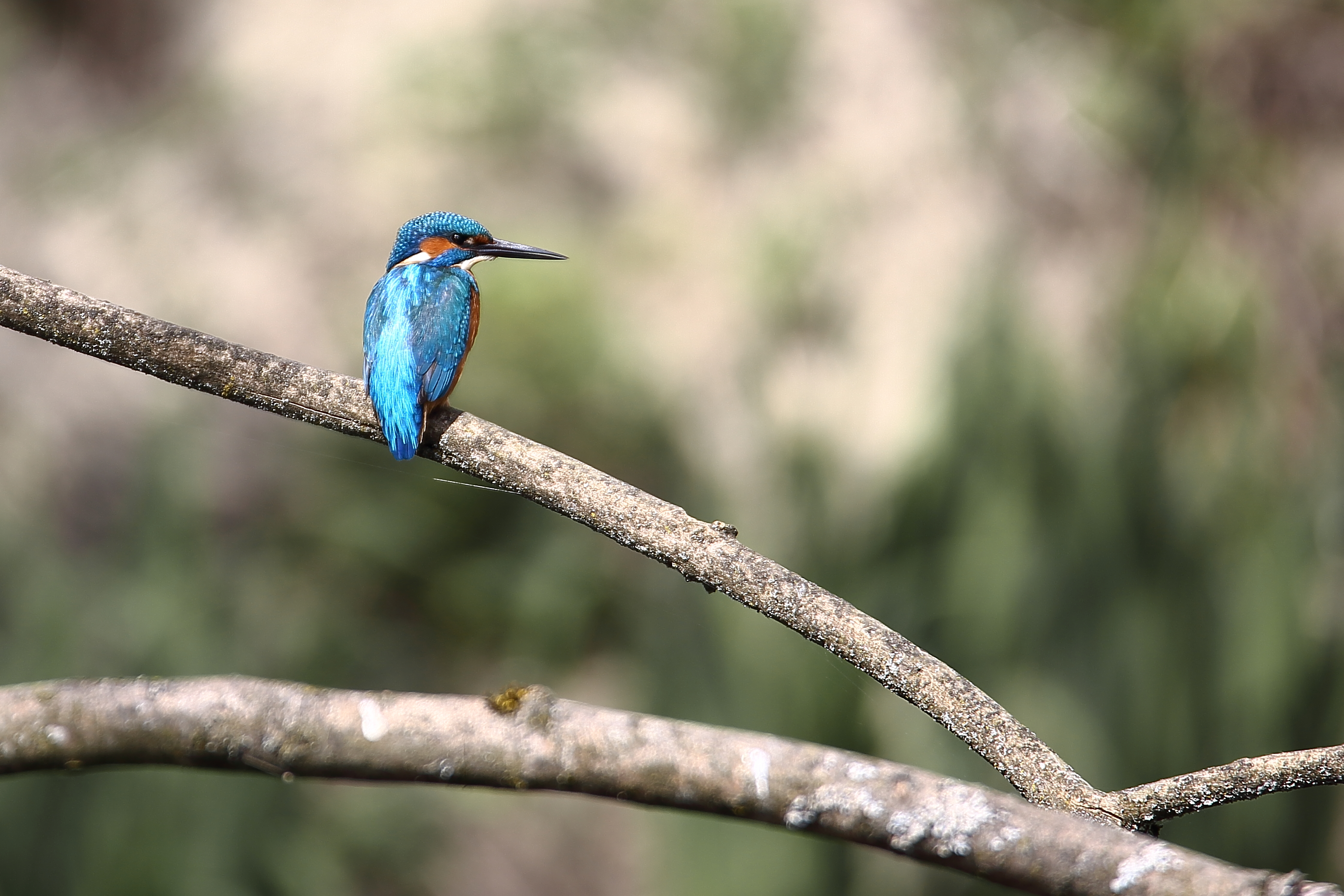
Eisvogel bei La Sauge

BirdLife Schweiz ist zudem am Naturzentrum Pfäffikersee beteiligt.
Die grossen Vogelschutzzonen sind im Inventar der Schweizer Wasservogelgebiete von internationaler und nationaler Bedeutung aufgeführt. Die Wasserflächen und Feuchtgebiete liegen zumeist auch in Landschaftsschutzgebieten des Bundesinventars der Landschaften und Naturdenkmäler von nationaler Bedeutung.

## Kampagnen

### Ökologische Infrastruktur
So wie der Verkehr oder die Energieversorgung einer technischen Infrastruktur bedürfen, braucht auch die Biodiversität eine Infrastruktur an Schutz- und Vernetzungsgebieten, damit Pflanzen und Tiere langfristig überleben können. Der Schweizer Bundesrat hat den Aufbau einer solchen Ökologischen Infrastruktur bis zum Jahr 2040 beschlossen. BirdLife Schweiz möchte mit seiner Kampagne «Ökologische Infrastruktur – Lebensnetz für die Schweiz» auf allen Ebenen mithelfen, dass das wichtige Netzwerk baldmöglichst aufgebaut wird.

### Biodiversität

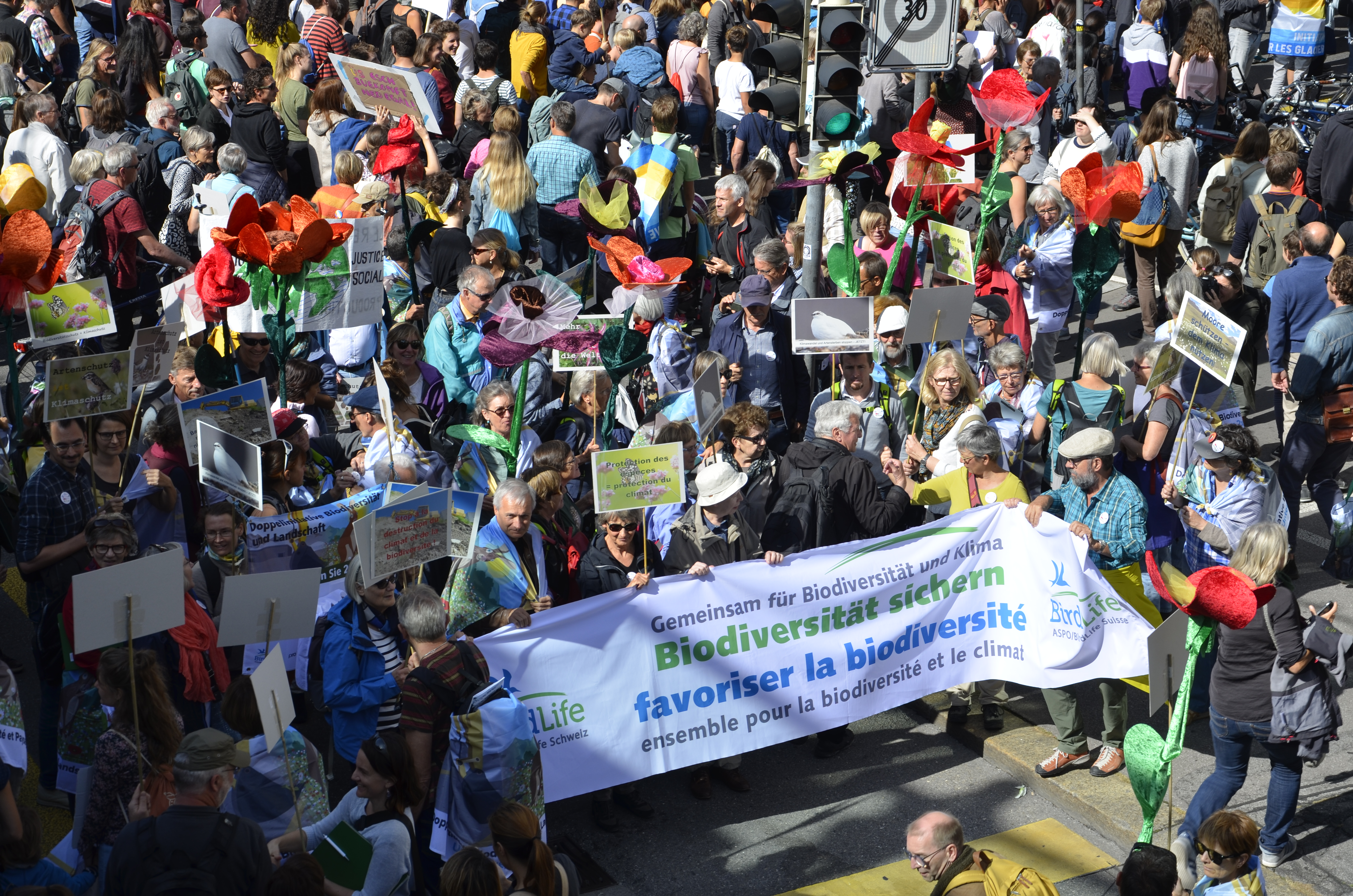
Banner an der Klimademo in Bern 2019

BirdLife Schweiz setzt sich mit seiner Kampagne «Biodiversität – Vielfalt ist Reichtum» für den Erhalt und die Förderung der Artenvielfalt in der Schweiz ein. Auf politischer Ebene erreichte der Verband, dass das eidgenössische Parlament in der Herbstsession 2008 die Biodiversitätsstrategie in die Legislaturplanung aufnahm. Einen weiteren politischen Erfolg konnte BirdLife Schweiz zusammen mit anderen Organisationen mit der Einreichung der eidgenössischen Volksinitiative «Raum für Mensch und Natur (Landschaftsinitiative)» im August 2008 verzeichnen, zu welcher der Verband über 11'000 Unterschriften beisteuerte. Die Initiative konnte zugunsten eines indirekten Gegenentwurfs zurückgezogen werden, der das Anliegen der Revision mit einer Änderung des Raumplanungsgesetzes aufnahm. Schliesslich unterstützte BirdLife Schweiz die Lancierung der eidgenössischen Volksinitiative «Für die Zukunft unserer Natur und Landschaft (Biodiversitätsinitiative)», welche am 8. September 2020 eingereicht wurde. Die Volksabstimmung über die Initiative wurde für den 22. September 2024 festgesetzt.

### Naturschutz im Kulturland
Seit dem SVS-Jahr der Hecken engagiert sich BirdLife Schweiz für die Sicherung der biologischen Vielfalt im Kulturland. Dabei geht es hauptsächlich um die Ausgestaltung der Landwirtschaftspolitik, namentlich um die Weiterentwicklung der Direktzahlungen (vgl. Eidgenössische Volksinitiative «Für sauberes Trinkwasser und gesunde Nahrung – Keine Subventionen für den Pestizid- und den prophylaktischen Antibiotika-Einsatz»). Hier sollen die Landwirte und Landwirtinnen gezielte Abgeltungen für ihre Leistungen zu Gunsten der Biodiversität erhalten. Ein besonders gefährdeter Lebensraum sind im Kulturland die Hochstamm-Obstbäume. Hier setzt sich der Verband für deren Erhaltung ein (nationaler Tag der Hochstamm-Obstbäume, Förderung des Absatzes von Produkten dieser Bäume wie Hochstamm-Apfelsaft u. a.). BirdLife Schweiz erarbeitete ein System zur Beurteilung der Qualität der Obstgärten (zusammen mit der Vogelwarte) und Alternativen zum heutigen Vorgehen gegen die Pilzkrankheit Feuerbrand (zusammen mit Pro Natura und WWF).

### Projekt Delta Vivo
In den Bolle di Magadino im Kanton Tessin war BirdLife Schweiz zusammen mit anderen Organisationen seit 2008 am Projekt «Delta Vivo» beteiligt. Dabei ging es um die Renaturierung dieses bedeutenden Feuchtgebietes, das jahrzehntelang widerrechtlich zum Kiesabbau genutzt worden war. Dabei sollte dem Fluss Ticino mit dem Öffnen eines längeren Dammstücks und anderen Gestaltungsarbeiten sein natürliches Delta zurückgegeben werden. Die Bolle di Magadino gehören zu den 31 Important Bird Area (IBAs) in der Schweiz. BirdLife Schweiz und die Vogelwarte Sempach publizierten 2008 das erste umfassende Buch über die IBA in der Schweiz.

### Artenschutz
Beim Programm «Artenförderung Vögel Schweiz» von BirdLife Schweiz und der Vogelwarte Sempach wurden 2008, zusammen mit dem Bundesamt für Umwelt (Bafu), für den Mittelspecht und das Auerhuhn die ersten beiden schweizweit gültigen Aktionspläne veröffentlicht. Aufgrund dieses Aktionsplans arbeitet BirdLife Schweiz an konkreten Projekten für den Eichenwaldbewohner Mittelspecht und seinen Lebensraum, zum Beispiel im Kanton Aargau. Inzwischen begannen Artenförderungsprogramme für rund 30 Vogelarten (z. B. Steinkauz, Gartenrotschwanz).

### Klimaschutz
In der Klima-Allianz Schweiz engagiert sich BirdLife Schweiz für Massnahmen gegen die globale Erwärmung, weil auch verschiedene Vogelarten durch den Klimawandel in ihrer Existenz bedroht sind.

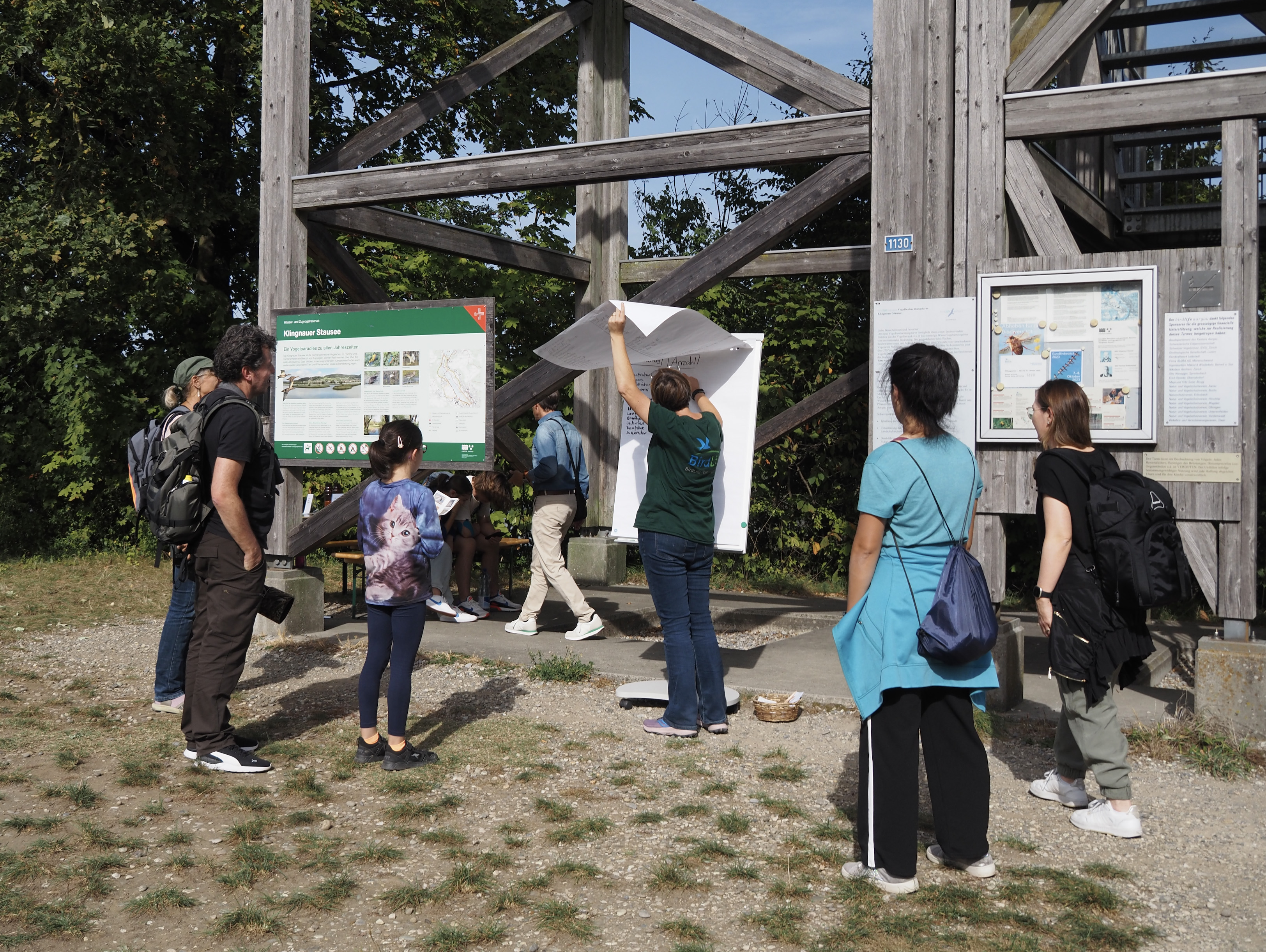
EuroBirdwatch am Klingnauer Stausee 2023

### Glas als Gefahr für Vögel
Eine weitere Gefahr für Vögel stellen Glasfenster und Glasfassaden dar, die in der modernen Architektur in immer stärkerem Ausmass verwendet werden. Bereits vor zehn Jahren intervenierte BirdLife Schweiz wegen durchsichtigen Lärmschutzwänden entlang von Strassen, an denen unzählige Vögel zu Tode kamen. Zur Lösung des Problems «Vogelkiller Glas» haben Vogelwarte und BirdLife Schweiz einen Leitfaden für Architekten erarbeitet.

### Bird Race
Jedes Jahr findet ein Bird Race statt, an dem Einzelpersonen und Teams Vogelbeobachtungen durchführen.

## Internationale Aktivitäten
Auf internationaler Ebene beteiligte sich der Verband zum Beispiel beim Schutz des Feuchtgebietes von Senné in der Michalovce (Okres) (Slowakei).
BirdLife Schweiz engagiert sich auch international für den Naturschutz und unterstützt Projekte von BirdLife-Partnern wie zum Beispiel das Regenwaldreservat Harapan auf Sumatra. Dank der Hilfe einer Stiftung konnte BirdLife Schweiz den Aufbau und die Betreuung des 1000 Quadratkilometer grossen Tieflandregenwald-Schutzgebietes fördern.
In Osteuropa ist BirdLife Schweiz seit 2008 ein Partner der jungen BirdLife-Organisation in Armenien Armenian Society for the Protection of Birds (ASPB). Armenien beherbergt eine grosse biologische Vielfalt und attraktive Arten wie den Blauwangenspint. Mit BirdLife-Unterstützung konnte dort der Schutz des weltweit bedrohten Rötelfalkens verbessert werden.
Zum Schutz der Zugvögel engagierte sich BirdLife Schweiz in Kenia und unterstützte die Organisation Nature Kenya bei den Bemühungen, über 200 Quadratkilometer Sumpfland im Tana-Delta zu bewahren.
In Tansania gelang es, mit einem Projektbeitrag den Lake Natron als Brutplatz der Zwergflamingos zu bewahren. Das auf Naturdokumentarfilme spezialisierte Label Disneynature der Walt Disney Company widmete 2008 diesen Vögeln den speziellen Film «Das Geheimnis der Flamingos».